# Ferdinand Eickel
Ferdinand Eickel (* 10. Oktober 1897 in Herdringen; † 5. Oktober 1980 in Arnsberg) war ein deutscher Landrat.

## Leben und Wirken
Von der Volksschule in Herdringen wechselte Ferdinand Eickel zur Klosterschule der Kapuziner in Straßburg-Königshofen mit anschließendem Besuch des Gymnasiums Arnsberg. Am 30. Juni 1915 meldete er sich als Kriegsfreiwilliger, wurde als Vizefeldwebel entlassen und nachträglich zum Leutnant der Reserve ernannt. Nach dem Kriege machte er das Abitur, studierte in München und Münster Volkswirtschaftslehre und wurde im Juli 1925 Diplom-Volkswirt.
Zum 3. Oktober 1925 trat er der NSDAP bei (Mitgliedsnummer 22.018). Bevor er am 16. Oktober 1934 vertretungsweise mit der Verwaltung des Landratsamtes Büren beauftragt wurde, war Eickel als kaufmännischer Angestellter tätig. Am 22. Oktober 1935 zum kommissarischen Landrat ernannt, wurde er am 24. Februar 1936 definitiv Landrat des Kreises Büren und blieb in diesem Amt bis 1945. Nach dem Kriege war er Geschäftsführer der Kreishandwerkerschaft Arnsberg. Eickel war Mitglied der SA und der NSDAP und vom 1. August 1930 bis September 1932 Geschäftsführer der NSDAP-Ortsgruppe Gelsenkirchen und des Bezirks Emscher-Lippe. In den Jahren 1931 bis 1934 war er Gauschatzmeister und Geschäftsführer im Gau Westfalen-Nord. Nach dem Krieg war er Mitglied der CDU.